# NGC 393

NGC 393

NGC 393 هي مجرة تتبع كوكبة المرأة المسلسلة. اكتشفها ويليام هيرشل في 5 أكتوبر 1784.

## روابط خارجية
- NGC 393 على موقع ويكي سكاي: DSS2, SDSS, GALEX, IRAS, Hydrogen α, X-Ray, Astrophoto, Sky Map, Articles and images